# Rozalivka
Rozalivka  (ucraniano: Розалівка) es una localidad del Raión de Kotovsk en el Óblast de Odesa de Ucrania. Según el censo de 2001, tiene una población de 266 habitantes.
Su clima se clasifica como cálido o templado. Hay precipitaciones durante todo el año.